# یاسر آسانی
یاسر آسانی (انگلیسی: Jasir Asani؛ زادهٔ ۱۹ مهٔ ۱۹۹۵) بازیکن فوتبال اهل آلبانی است که در پست وینگر راست برای باشگاه فوتبال گوانگجو در کی لیگ بازی می‌کند. با توجه به قرارداد وی، او از نیم‌فصل لیگ برتر ۰۵–۱۴۰۴ به تیم استقلال اضافه خواهد شد تا در لیگ برتر خلیج فارس بازی کند.

## دوران باشگاهی

### زندگی اولیه و دوران حرفه‌ای
آسانی در اسکوپیه و از پدر و مادری آلبانیایی که اهل روستای باتینچه بودند، به دنیا آمد. او دوران حرفه‌ای خود را با باشگاه مقدونیه‌ای واردار آغاز کرد و نخستین بازی‌اش را در ۲۵ اوت ۲۰۱۳، در دقایق پایانی دیدار خارج از خانه برابر تیم تورنوو که با شکست ۲–۰ همراه بود، انجام داد.
در ۱ مارس ۲۰۱۴، او نخستین گل حرفه‌ای خود را در جریان شکست ۲–۱ مقابل رابوتنیچکی به ثمر رساند. سپس در تاریخ ۳۰ مارس ۲۰۱۴، نخستین هت‌تریک دوران حرفه‌ای‌اش را در پیروزی ۶–۰ مقابل ناپردوک ثبت کرد.

### اشکوپی (قرضی)
در ۲۵ ژانویه ۲۰۱۷، آسانی برای نیم‌فصل دوم فصل ۲۰۱۶–۱۷ به صورت قرضی به تیم اشکوپی پیوست. او در ۱۲ مارس ۲۰۱۷، با به ثمر رساندن دو گل، پیروزی ۳–۲ تیمش برابر رنوا را تضمین کرد. آسانی فصل را با ۳ گل و ۴ پاس گل در ۱۳ بازی به پایان رساند و سپس به واردار بازگشت.

### پوبدا
در ۲۴ ژوئیه ۲۰۱۷، آسانی با انتقالی آزاد به باشگاه پوبدا پیوست. او نخستین بازی خود را در ۱۳ اوت و در دیداری که با شکست ۲–۱ برابر پلیستر همراه بود، انجام داد.

### پارتیزانی
آسانی در تاریخ ۲۳ سپتامبر ۲۰۱۷، پس از پایان مهلت نقل و انتقالات، به باشگاه آلبانیایی پارتیزانی پیوست. به همین دلیل، در ابتدا به تیم دوم پارتیزانی (پارتیزانی بی) منتقل شد. او در تاریخ ۱۴ اکتبر با هت‌تریک مقابل سوپوتی، پیروزی ۴–۱ را برای تیمش به ارمغان آورد. آسانی در ۲۹ اکتبر نخستین بازی حرفه‌ای خود را برای تیم اصلی پارتیزانی در برابر فلامورتاری انجام داد و در دقیقه ۸۱ به‌جای میلان باسراک وارد زمین شد. او نخستین گل خود را برای پارتیزانی در ۴ فوریه ۲۰۱۸ به ثمر رساند؛ دیداری که با پیروزی ۲–۱ خانگی برابر کامزا همراه بود.

### آیک (قرضی)
در ۷ ژانویه ۲۰۲۰، آسانی به صورت قرضی به باشگاه سوئدی آ.ای.ک پیوست، با قراردادی که شامل گزینه خرید ۴۰۰٬۰۰۰ یورویی در پایان فصل بود. او در نخستین بازی خود در لیگ برتر فوتبال سوئد، در پیروزی ۲–۰ مقابل اوربرو در تاریخ ۱۴ ژوئن، موفق به گلزنی شد. با این حال، تنها پس از هفت بازی در تمام رقابت‌ها که به دلیل همه‌گیری کرونا با تأخیر و اختلال همراه بود باشگاه  آ.ای.ک از بند خرید او استفاده نکرد و آسانی برای فصل ۲۱–۲۰۲۰ به پارتیزانی بازگشت.

### کیشواردا
در ۸ ژوئیه ۲۰۲۱، آسانی به باشگاه مجارستانی کیشواردا پیوست. او نخستین بازی‌اش را در تاریخ ۳۱ ژوئیه در پیروزی ۲–۱ برابر فرنتس‌واروش انجام داد. اولین گل خود را نیز در ۲۲ اکتبر، در تساوی ۲–۲ مقابل پاکشی به ثمر رساند.

### گوانگجو اف‌سی
در ۲۸ دسامبر ۲۰۲۲، یاسر آسانی با قراردادی به باشگاه گوانگجو در کی لیگ پیوست. او در نخستین بازی‌اش برای این تیم در تاریخ ۲۳ فوریه ۲۰۲۳، تنها گل مسابقه را به ثمر رساند تا گوانگجو با نتیجه ۱–۰ برابر  سوون سامسونگ بلووینگز به پیروزی برسد. آسانی سپس در تاریخ ۱۸ مارس، با ثبت دومین هت‌تریک دوران حرفه‌ای‌اش، نقش اصلی را در پیروزی ۵–۰ مقابل اینچئون یونایتد ایفا کرد.

#### لیگ نخبگان آسیا ۲۵–۲۰۲۴
در ۱۷ سپتامبر ۲۰۲۴، آسانی نخستین بازیکنی شد که در افتتاحیه لیگ نخبگان آسیا ۲۵–۲۰۲۴ موفق به ثبت هت‌تریک شد. این هت‌تریک در پیروزی پرگل ۷–۳ برابر باشگاه ژاپنی یوکوهاما اف مارینوس به ثبت رسید. او سپس در دیدار مقابل دیگر تیم ژاپنی، کاوازاکی فرونتال، در تاریخ ۱ اکتبر، تنها گل مسابقه را به ثمر رساند تا سه امتیاز حیاتی را برای تیمش به ارمغان آورد. در سومین دیدار مرحله گروهی لیگ قهرمانان الیت برابر باشگاه مالزیایی جوهر دارالتعظیم، آسانی در شش دقیقه ابتدایی بازی دو بار گلزنی کرد و نقش کلیدی در پیروزی ۳–۱ گوانگجو داشت.
در ۱۲ مارس ۲۰۲۵، جسر آسانی نقشی تعیین‌کننده در بازگشت تاریخی گوانگجو در مرحله یک‌هشتم نهایی لیگ نخبگان آسیا برابر باشگاه ژاپنی ویسل کوبه ایفا کرد. تیم او که در بازی رفت ۲–۰ شکست خورده بود، در دیدار برگشت به رهبری آسانی بازگشت. او در دقیقه ۸۳ از روی نقطه پنالتی گلزنی کرد تا مجموع دو دیدار به تساوی برسد. در وقت‌های اضافه، آسانی گل تعیین‌کننده را به ثمر رساند و پیروزی ۳–۰ در بازی برگشت و برتری ۳–۲ در مجموع را برای گوانگجو رقم زد تا این تیم به مرحله یک‌چهارم نهایی صعود کند. وی در این فصل پس از سالم الدوسری و به همراه ریاض محرز دومین گلزن برتر فصل شد. 

## دوران ملی
اسانی که در چندین سطح جوانان برای مقدونیه بازی کرده بود، در ۱۸ مارس ۲۰۱۶ تابعیت آلبانی را دریافت کرد و به جمع بازیکنان زیر ۲۱ سال آلبانی پیوست. او اولین بازی بین‌المللی خود را برای تیم زیر ۲۱ سال آلبانی در ۲۲ ژانویه ۲۰۱۶ انجام داد و تنها گل تیمش را در تساوی ۱-۱ مقابل عربستان سعودی به ثمر رساند.
وقتی سیلوینیو، بازیکن سابق تیم ملی برزیل، در اوایل سال ۲۰۲۳ سرمربی تیم ملی آلبانی شد ، برای سیستم ۴-۳-۳ خود به دنبال یک وینگر راست چپ پا بود. سیلوینیو، آسانی را در پایگاه داده فدراسیون فوتبال آلبانی پیدا کرد و خلاصه بازی‌های او در مجارستان و بازی‌های زنده کره جنوبی را در اوایل صبح تماشا کرد. سیلوینیو، آسانی را برای بازی مقدماتی یورو ۲۰۲۴ مقابل لهستان در ۲۰۲۳ دعوت کرد. آسانی اولین بازی خود را برای تیم بزرگسالان در شکست ۱-۰ خارج از خانه انجام داد و ۷۰ دقیقه اول را در ترکیب اصلی و بازی کرد. آسانی اولین گل ملی خود را در جریان بازی مقدماتی یورو ۲۰۲۴ مقابل مولداوی به ثمر رساند. او در مجموع سه گل و دو پاس گل داد تا آلبانی به جام ملت‌های اروپا ۲۰۲۴ در آلمان راه یابد.

## افتخارات

### واردار
لیگ دسته اول مقدونیه : ۲۰۱۴–۱۵ ، ۲۰۱۵–۱۶ ، ۲۰۱۶–۱۷

### پارتیزانی تیرانا
رده‌های برتر : ۲۰۱۸–۱۹
سوپرجام آلبانی : ۲۰۱۹